# Honda G series
La Serie G de Honda es una familia de motores de cinco cilindros en línea naturalmente aspirado en posición inclinada, producida entre 1989 y 1998. Tanto el bloque como la culata son de aluminio. La culata es tipo SOHC con cuatro válvulas por cilindro (20 en total). Fueron utilizados originalmente en el Honda Vigor, Honda Rafaga, Honda Ascot y Honda Inspire en 1989. Se utilizó hasta introducir el sucesor del Vigor, el Acura TL 2.5 que funcionó desde 1995 hasta 1998 en Norteamérica y el Honda Saber en Japón.
Algunas personas se refieren coloquialmente a un motor de "G-series" como un bloque F-Series que se encuentra en los Accord con una culata de H-Series encontrada en Prelude. No obstante, esta combinación no tiene nada en común con el motor real de la serie G. El motor se monta de forma longitudinal y se asemeja a un único motor de la serie F, que se encuentra en los primeros Accord, con un cilindro adicional y una carrera más corta.

## G20A

### Aplicaciones
- Honda Vigor/Honda Inspire (CB5) 1989-1991 (mercado japonés)
- Honda Vigor/Honda Inspire (CC3) 1992-1994 (mercado japonés)
- Honda Ascot/Honda Rafaga (CE4) 1993-1997 (mercado japonés)
- Honda Saber/Honda Inspire (UA1) 1995-1997 (mercado japonés)
  - Cilindrada: 1996 cm³ (2 L; 121,8 plg³)
  - Diámetro x carrera: 82 x 85,6 mm (3,23 x 3,37 pulgadas)
  - Relación de compresión: 9.3:1
  - Potencia: 114 kW (155 CV; 153 HP) @ 6700 rpm
  - Par: 186 N·m (137 lb·pie) @ 4000 rpm

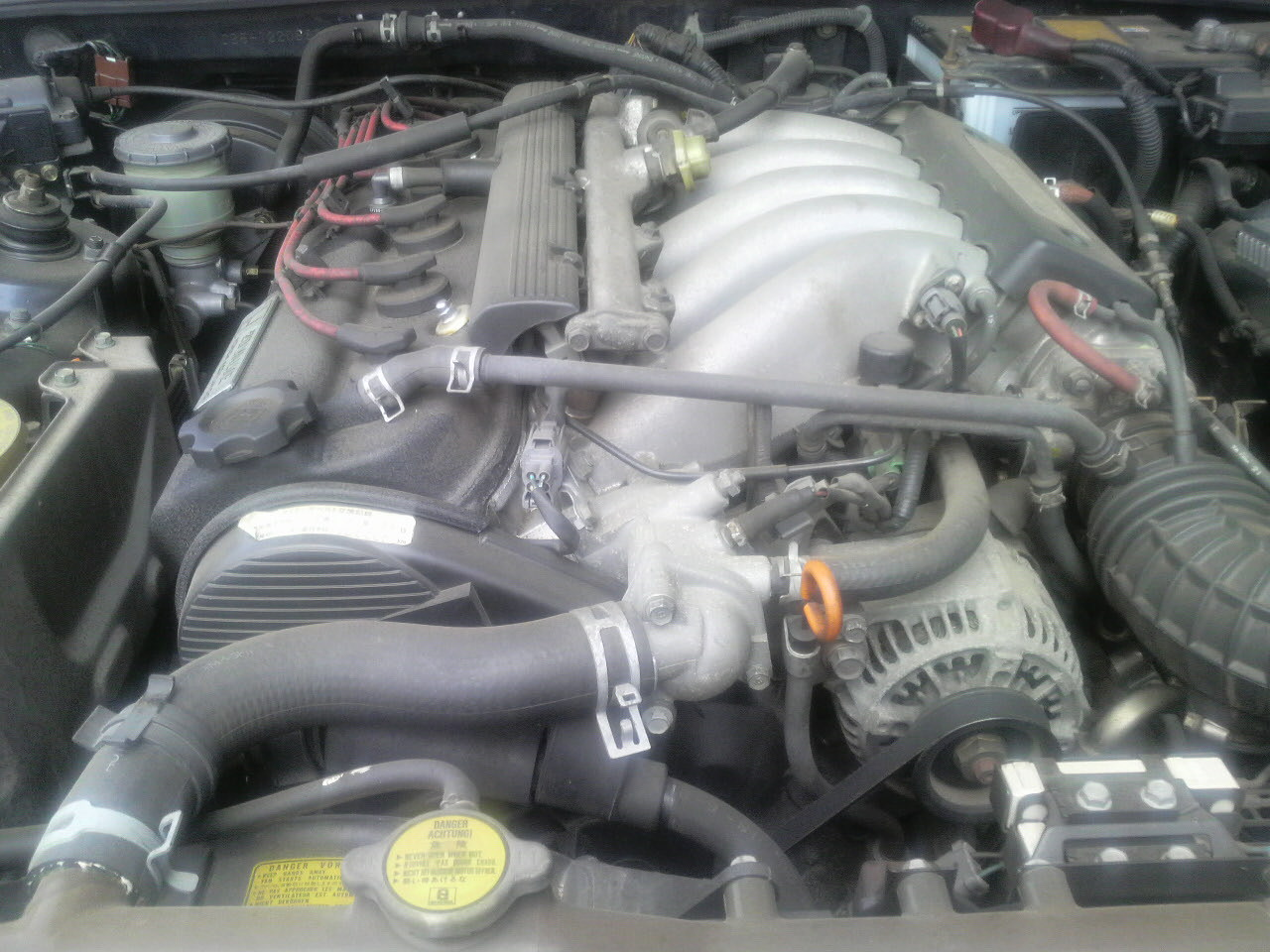
Vista frontal
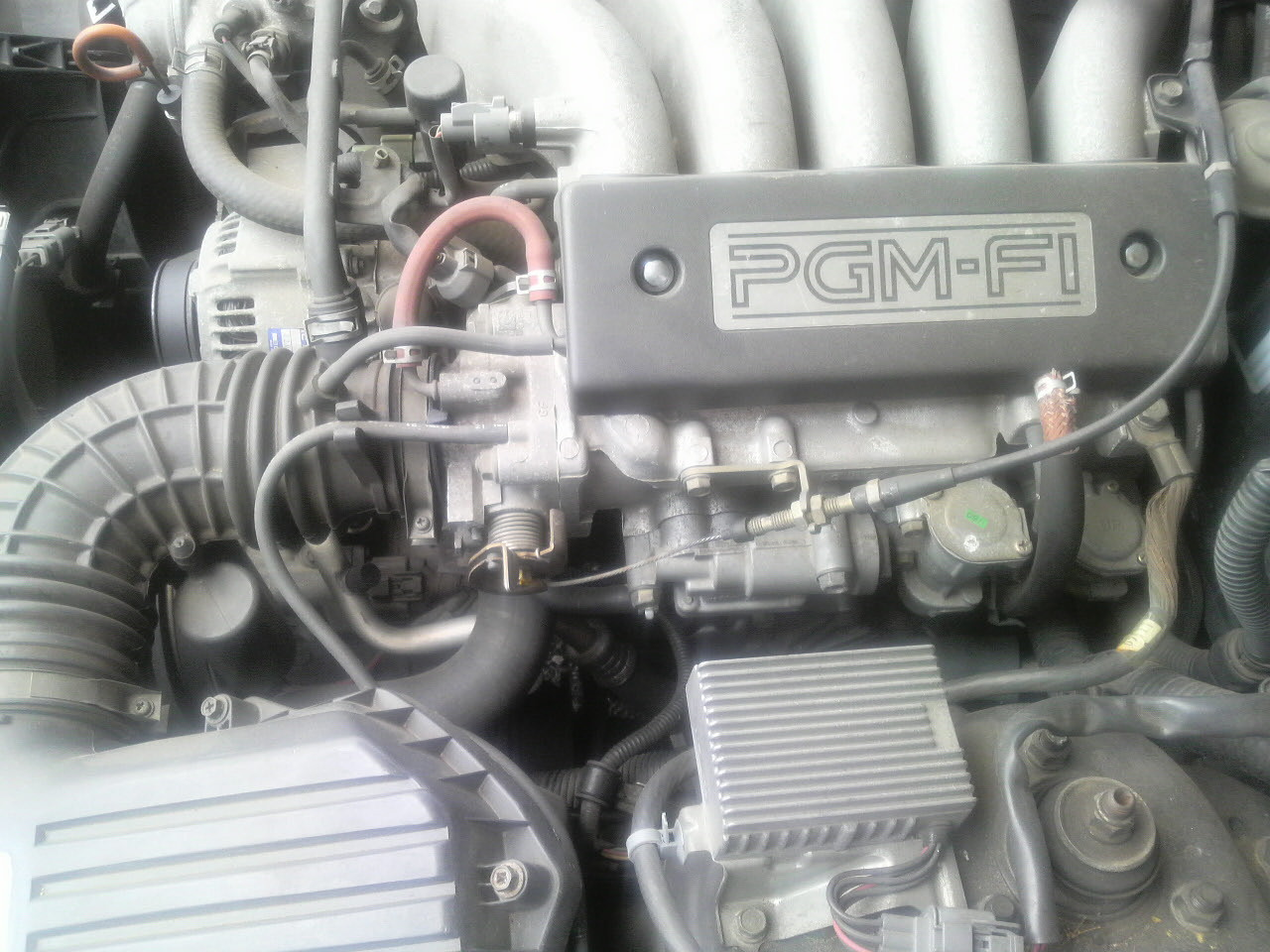
Derecha
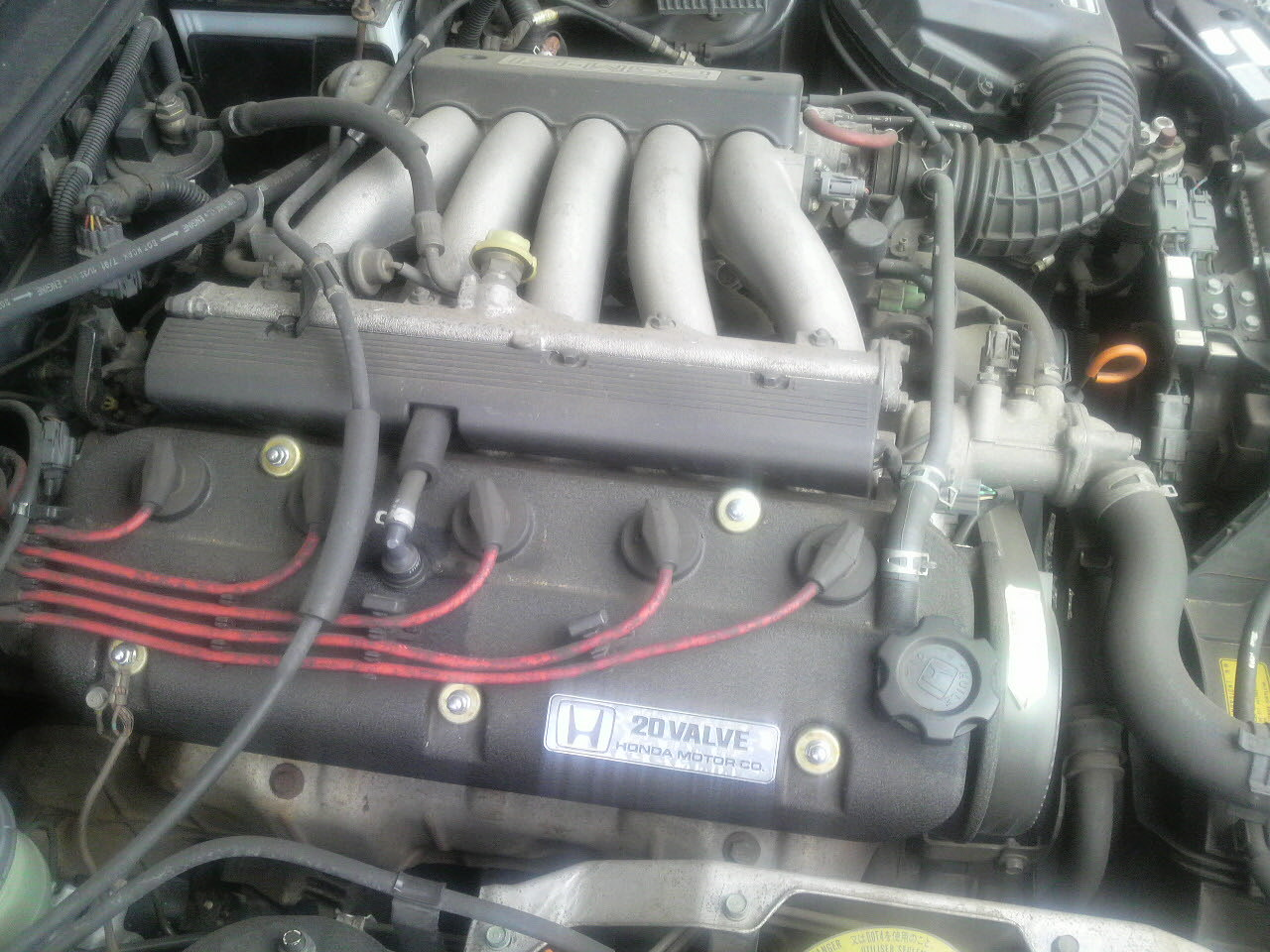
Izquierda

## G25A

### Aplicaciones
- Honda Vigor/Honda Inspire (CC2) 1992-1994 (mercado japonés)
- Honda Ascot/Honda Rafaga (CE5) 1993-1997
- Honda Saber/Honda Inspire (UA2) 1995-1997 (mercado japonés)
  - Cilindrada: 2451 cm³ (2,5 L; 149,6 plg³)
  - Diámetro x carrera: 85 x 86,4 mm (3,35 x 3,40 pulgadas)
  - Relación de compresión: 9.3:1
  - Potencia: 140 kW (190 CV; 188 HP) @ 6500 rpm
  - Par: 237 N·m (175 lb·pie) @ 3800 rpm
  - Línea roja: 6800 rpm
  - Corte de inyección: 7100 rpm

- Acura Vigor (CC2) 1992-1994 ((Estados Unidos y Canadá)
  - Relación de compresión: 9.0:1

- Acura TL (UA2) 1995-1998 (Estados Unidos y Canadá)
  - Relación de compresión: 9.6:1